# Yves Sanchez
Yves Sanchez (* 12. August 1989) ist ein österreichischer Fußballspieler.

## Karriere
Sanchez spielte bis 2008 beim FC Rüti. Zur Saison 2008/09 wechselte er zum Drittligisten FC Rapperswil-Jona. Im Oktober 2008 debütierte er in der 1. Liga, als er am elften Spieltag jener Saison gegen die U-21-Mannschaft des FC Zürich in der Startelf stand.
Zur Saison 2009/10 wechselte er zum Zweitligisten FC Gossau. Im August 2009 gab er sein Debüt in der Challenge League, als er am vierten Spieltag jener Saison gegen den FC Locarno in der 81. Minute für Silvan Eggmann eingewechselt wurde.
Nach zwei Spielen für Gossau wechselte Sanchez im Jänner 2010 zum viertklassigen FC Linth 04. Im Sommer 2011 schloss er sich dem FC Küsnacht an. Zur Saison 2012/13 wechselte er zum FC Freienbach, für den er drei Jahre lang aktiv war.
Zur Saison 2015/16 wechselte er zum FC Gossau ZH, für den er in jener Saison in 24 Spielen 14 Tore erzielte. Im Sommer 2016 kehrte er zu Linth 04 zurück. Mit Linth stieg er 2018 in die viertklassige 1. Liga auf. Nach der Saison 2021/22 verließ er den Verein.